# Pardosa saxatilis
Pardosa saxatilis es una especie de araña araneomorfa del género Pardosa, familia Lycosidae. Fue descrita científicamente por Hentz en 1844.
Habita en Canadá y los Estados Unidos.